# Platina
Platina je kemijski element atomskog (rednog) broja 78 i atomske mase 195,078(2). U periodnom sustavu elemenata predstavlja ga simbol Pt.
Plemenita kovina. U prirodi se zna naći i samorodna, poput zlata, ali je dosta rjeđa i skuplja.
Naziv dolazi od špa. platina = "malo srebro".
Koristi se u industriji i draguljarstvu/zlatarstvu.

## Svojstva
U čistom stanju, platina je srebrno-bijele boje, sjajna, rastezljiva i kovna. Ne oksidira ni pri kojoj temperaturi, iako je podložna koroziji od strane halogena, cijanida, sumpora i kaustičnih lužina. Netopljiva je u kloridnoj i dušičnoj kiselini, ali se otapa u zlatotopci, čime nastaje kloroplatinska kiselina, H2PtCl6.
Platina je otporna na habanje i gubitak boje i kao takva je vrlo pogodna za izradu finog nakita. Platina je skupocjeniji element od zlata ili srebra. Posjeduje veliku otpornost na kemijske utjecaje, odlične visoko-temperaturne karakteristike i stabilna električna svojstva. Sva navedena svojstva iskorištena su za industrijske primjene.

### Izotopi
Platina ima šest izotopa koji se javljaju u prirodi: 190Pt, 192Pt, 194Pt, 195Pt, 196Pt, i 198Pt. Najveći udio ima 195Pt u obliku kojega je 33,83 % od cjelokupne količine platine u prirodi. Najmanji udio ima izotop 190Pt, koji je i jedini nestabilan, iako s vrlo velikim vremenom poluraspada od 650·109 godina. 198Pt je podložan alfa raspadu, ali zbog vremena poluraspada većeg od 320·1012 godina, smatra se stabilnim. Platina također ima 31 sintetički izotop čija se atomska masa kreće od 166 do 202, što čini ukupno 37 poznatih izotopa. Od ovih izotopa najmanje stabilan je 166Pt s vremenom poluraspada od 300 µs, dok je najstabilniji 193Pt s vremenom poluraspada od 50 godina. Većina izotopa platine raspada se nekom kombinacijom beta raspada i alfa raspada. 188Pt, 191Pt, i 193Pt raspadaju se prvenstveno zahvatom elektrona. 190Pt i 198Pt raspadaju se putem dvostukog beta raspada.

### Kristalna struktura
Čista platina kristalizira u plošno-centriranom kubičnom kristalografskom sustavu (prostorna grupa Fm-3m, parametar jedinične ćelije a = 3,9231 Å). Radijus atoma platine u oksidacijskom stanju 0 iznosi 1,39 Å, tj. jedna četvrtina dijagonale plohe jedinične ćelije.

### Kemijska svojstva i spojevi
Uobičajena oksidacijska stanja platine su +2 i +4. Oksidacijska stanja +1 i +3 su manje učestala, a obično su stabilizirana metalnom vezom u bimetalnim (ili polimetalnim) spojevima.
Sukladno očekivanju, tetrakoordinirani spojevi platine(II) teže formiranju kvadratne planarne geometrije (zbog prisutnosti 8 elektrona u 5d orbitalama ispunjava uvjet za hibridizaciju dsp2).
Iako je elementarna platina vrlo stabilna i nereaktivna, otapa se u zlatotopci dajući heksaklorplatinsku kiselinu ("H2PtCl6", kristalizira kao (H3O)2PtCl6·nH2O):
Pt + 4 HNO3 + 6 HCl → H2PtCl6 + 4 NO2 + 4 H2O
Obrada heksaklorplatinske kiseline s nekom amonijevom soli, kao što je amonijev klorid, daje amonijev heksaklorplatinat, [NH4]2[PtCl6], koji je vrlo netopljiv u amonijevim otopinama. Ova reakcija taloženja koristi se kod izoliranja platine iz ruda i njenog recikliranja. Dobivena amonijeva sol reducira se u prisutnosti vodika čime nastaje elementarna platina. Kalijev heksaklorplatinat (K2PtCl6) je također netopljiv, i to je svojstvo korišteno za gravimetrijsko određivanje kalijevih iona.

## Pojavljivanje u prirodi
Platina je vrlo rijedak metal, s udjelom u Zemljinoj kori od cca 0,03 ppm. Obično se u prirodi javlja zajedno s ostalim platinskim metalima i dolazi ili u samorodnom obliku u aluvijalnim ležištima ili vezana u sulfide i arsenide u Ni, Cu i Fe sulfidnim rudama.
Samorodna platina u slitinama s drugim platinskim metalima najčešće se nalazi u sekundarnim ležištima. Aluvijalna nalazišta korištena od pred-kolumbovskih naroda u pokrajini Choco u Kolumbiji još su uvijek izvor platinskih metala. Druga velika aluvijalna nalazišta nađena su u gorju Ural u Rusiji.
U ležištima nikla i bakra platinski metali se javljaju kao sulfidi, (Pt,Pd)S), teluridi (PtBiTe), antimonidi (PdSb), i arsenidi (PtAs2), te kao slitine s niklom ili bakrom.
Rijetki sulfidni mineral kuperit, (Pt,Pd,Ni)S, koji uz platinu sadrži paladij i nikal, koristi se kao ruda za dobivanje platine u Bushveldskom kompleksu u Južnoj Africi.
Platinin arsenid, sperilit (PtAs2), najznačajniji je izvor platine u niklovim rudama u rudnom ležištu Sudbury u kanadskoj pokrajini Ontario.
Najveće poznate rezerve platine (preko 70 %) nalaze se u Bushveldskom kompleksu u Južnoj Africi uz koncentraciju platine u rudi od oko 8-9 ppm.
Druga dva velika nalazišta su ležište bakra i nikla kod Norilska u Rusiji te ležište Sudbury u Kanadi. U ležištu Sudbury platina je prisutna u niklovoj rudi u koncentraciji od samo oko 0,5 ppm.
Platina je prisutna u većim koncentracijama na Mjesecu i u meteorima. Zbog toga se ležišta platine nalaze na mjestima udara meteora u kojima je bio aktivan post-udarni vulkanizam. U ovim je ležištima koncentracija platine dovoljno velika da se može ekonomski isplativo eksploatirati, a primjer je ležište Sudbury u Kanadi.

## Proizvodnja
Čista platina dobiva se iz ruda koje sadrže platinu korištenjem više različitih tehnika uklanjanja nečistoća. Budući da je platina znatno gušća od većine prisutnih nečistoća, lakše nečistoće mogu se ukloniti jednostavno plutanjem u vodenom mediju. Kako je platina nemagnetična, a magnetični elementi nikal i željezo su prisutni u rudi, njih se uklanja pomicanjem elektromagneta preko smjese. Platina ima višu temperaturu tališta od većine drugih tvari, pa se mnoge nečistoće mogu ukloniti spaljivanjem ili taljenjem bez taljenja platine. Konačno, platina je, za razliku od većine drugih tvari, otporna na djelovanje klorovodične i sumporne kiseline. Metalne nečistoće mogu se ukloniti miješanjem smjese u jednoj od ovih kiselina, pri čemu platina zaostaje kao netopljivi dio.
Sirova platina, koja sadrži platinu, zlato i druge platinske metale, obrađuje se u zlatotopci, u kojoj se platina, zlato i paladij otapaju, dok osmij, iridij, rutenij i rodij zaostaju kao netopljivi dio. Zlato se taloži pomoću željezovog(II)-klorida i nakon filtracije zlata, platina se taloži dodatkom amonijevog klorida kao amonijev kloroplatinat. Amonijev kloroplatinat prevodi se u metalnu platinu zagrijavanjem u struji vodika.
Najveći svjetski proizvođač platine je Južna Afrika, zatim slijede Rusija i Kanada.
| Država                      | Proizvedena platina (2006) / kg | Udio ukupne svjetske proizvodnje |
| --------------------------- | ------------------------------- | -------------------------------- |
| Južna Afrika                | 172 000                         | 77,1 %                           |
| Rusija                      | 32 000                          | 14,4 %                           |
| Kanada                      | 6 700                           | 3,0 %                            |
| SAD                         | 4 000                           | 1,8 %                            |
| Kolumbija                   | 1 000                           | 0,5 %                            |
| Druge zemlje                | 7 600                           | 3,4 %                            |
| Ukupna svjetska proizvodnja | 223 000                         | 100,0 %                          |

## Primjena
Od ukupno 239 tona platine koja je prodana 2006. godine, 130 tona upotrijebljeno je u proizvodnji katalitičkih pretvornika, uređaja za kontrolu emisije ispušnih plinova automobila. 49 tona utrošeno je u izradi nakita, 13,3 tona u elektronici, a 11,2 tona u kemijskoj industriji kao katalizatora. Preostalih 35,5 tona utrošeno je za elektrode, lijekove protiv raka, senzore za kisik, svjećice, turbine, izradu satova, itd.
Također, platina je sastavni dio jednog od najkorištenijih citostatika - cisplatina, korišten u liječenju mnogih vrsta karcinoma.

### Katalizator
Najvažnija primjena platine je kao katalizatora u kemijskim reakcijama. U ovu svrhu primjenjivana je već od početka 19. stoljeća, kada je prah platine korišten za kataliziranje paljenja vodika. Najznačajnija primjena platine kao katalizatora je u automobilskim katalitičkim pretvornicima, koji omogućavaju potpuno sagorijevanje malih koncentracija nesagorenih ugljikovodika iz ispušnih plinova u ugljikov dioksid i vodenu paru. Platina se također koristi u petrokemijskoj industriji u brojnim odvojenim procesima. PtO2 se koristi kao katalizator za hidrogenaciju, naročito za biljna ulja. Platina također snažno katalizira razgradnju vodikovog peroksida u vodu i kisik.

## Povijest
Platina se javlja u prirodi u aluvijalnim pijescima mnogih rijeka, iako ima malo dokaza o njenom korištenju u drevnim civilizacijama. Međutim, ovaj metal koristili su pred-Kolumbovski stanovnici Amerike blizu suvremenog ekvadorskog grada Esmeraldas za izradu rukotvorina od bijele slitine zlata i platine. Prva europska referenca za platinu javlja se 1557. godine u spisima talijanskog humanista Julija Cezara Scaligera kao opis nepoznatog plemenitog metala nađenog između Paname i Meksika, "koji ne gori i i ne može se rastaliti".
Godine 1741. britanski metalurg Charles Wood pronašao je različite uzorke kolumbijske platine na Jamajci, te ih poslao znanstveniku Williamu Brownriggu na daljnje ispitivanje. Brownrigg je zaključio da se radio o još neopisanom metalu izrazito visokog tališta.
Njemački kemičar Carl von Sickingen uspio je 1772. rastaliti platinu napravivši slitinu sa zlatom, otopiti slitinu u zlatotopci, istaložiti platinu s amonijevim kloridom, spaliti amonijev kloroplatinat i mehanički obraditi dobivenu fino razdijeljenu platinu te je učiniti koherentnom.
Godine 1786. španjolski kralj Karlo III dao je na korištenje knjižnicu i laboratorij francuskom kemičaru Pierre-Françoisu Chabaneau kao potpora njegovom istraživanju platine. Chabaneau je uspio ukloniti različite nečistoće iz rude (zlato, živu, olovo, bakar i željezo) što ga je navelo da vjeruje da je dobio čistu platinu. Međutim, uzorak je još uvijek sadržavao do tada neotkrivene platinske metale. Nakon nekoliko mjeseci, Chabaneau je uspio dobiti 23 kilograma čiste taljive platine kovanjem i tlačenjem spužvastog oblika platine u stanju bijelog usijanja. Nakon toga je počela proizvodnja predmeta od platine i tzv. "platinsko doba" u Španjolskoj.
Od 1875. do 1960. SI jedinica duljine (standardni metar) definirana je kao udaljenost između dvije linije na standardnoj poluzi izrađenoj od slitine 90 % platine i 10 % iridija, mjereno na 0 °C.
Godine 2007. Gerhard Ertl osvojio je Nobelovu nagradu iz kemije za određivanje detaljnog molekularnog mehanizma katalitičke oksidacije ugljikovog monoksida preko platine (katalitički pretvornik).